# Martin Strömbergsson
Martin Strömbergsson (Gävle, 1º aprile 1977) è un ex arbitro di calcio svedese.
È fratello di Markus Strömbergsson, anch'egli arbitro di calcio.

## Carriera
Ha debuttato nella massima serie del campionato svedese nel 2009. Dal 2011 è nominato internazionale.
Ha arbitrato partite di Allsvenskan fino alla stagione 2020, la massima serie svedese, mentre fino al 2023 ha diretto gare di Superettan, la seconda serie nazionale.